# Halecium tortile
Halecium tortile is een hydroïdpoliep uit de familie Haleciidae. De poliep komt uit het geslacht Halecium. Halecium tortile werd in 1898 voor het eerst wetenschappelijk beschreven door Bonnevie. 